# Блискавка без губи

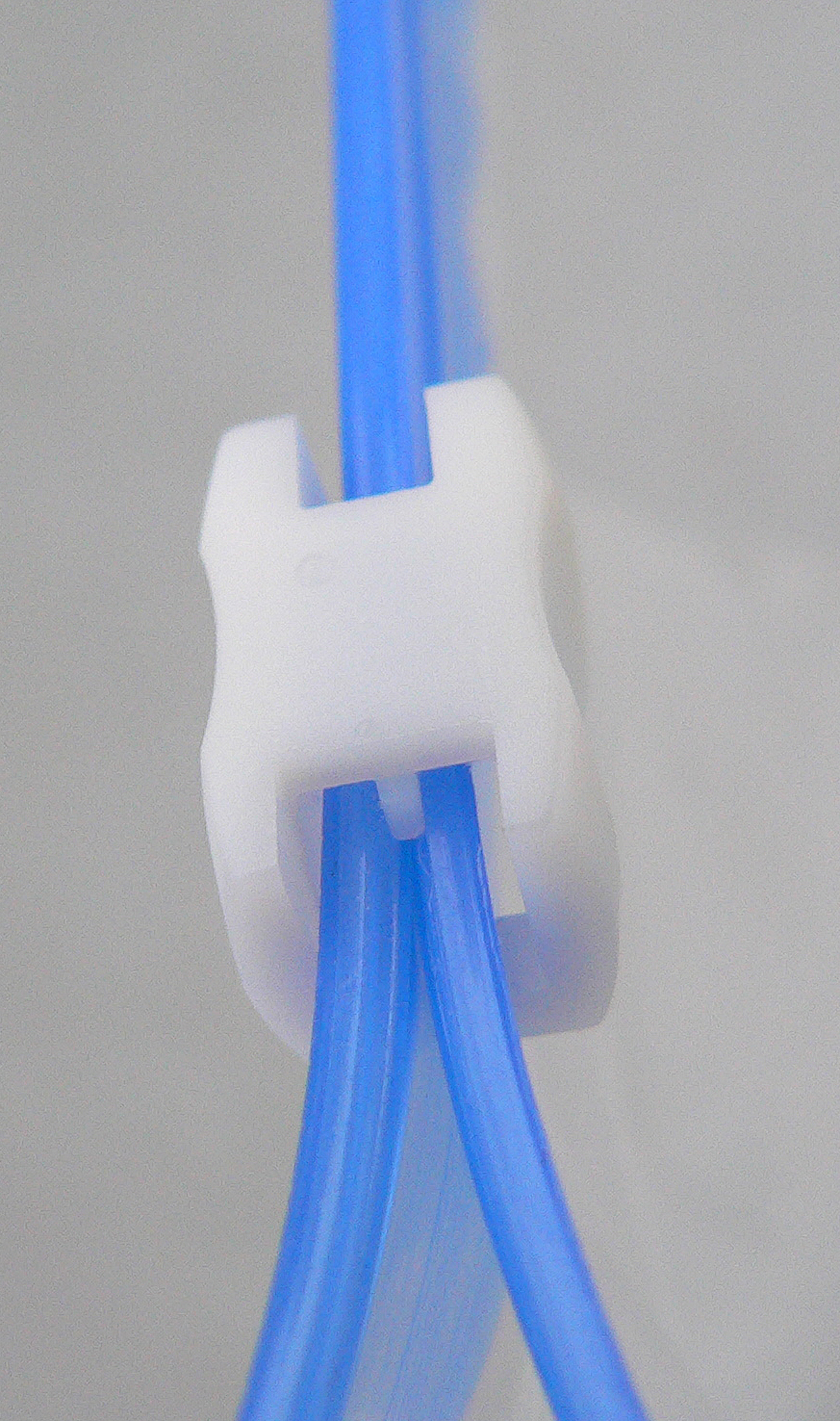
Повзунок блискавки без губи.

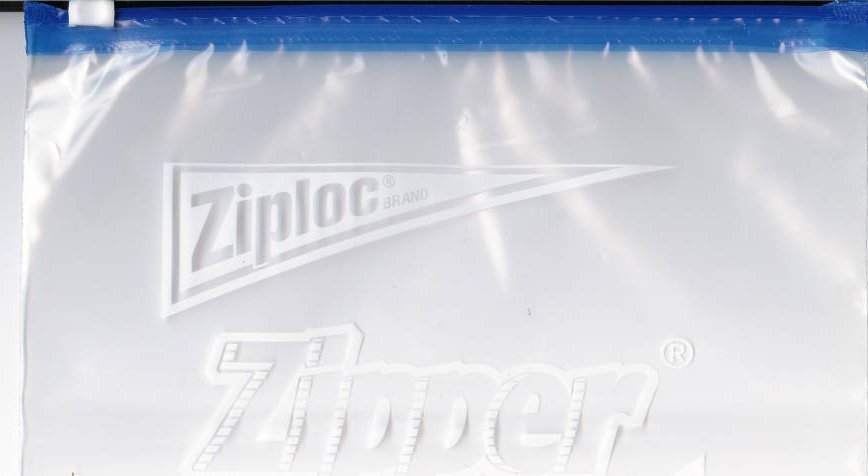
Слайдер-пакет з блискавкою.

Блискавка без губи — різновид застібки, який використовують переважно на пакетах (на так званих слайдер-пакетах). Відкриття та закриття застібки відбувається за допомогою пластикового повзунка, який діє як і в традиційній блискавці. Така блискавка дозволяє багаторазово використовувати пакет, легко закриваючи та відкриваючи його.